# Une mère incroyable
Pour plus de détails, voir Fiche technique et Distribution.
Une mère incroyable (Litigante) est un film colombiano-français réalisé par Franco Lolli, sorti en 2019.

## Synopsis
Silvia Paz, avocate à Bogota, doit affronter un scandale de corruption dans l'administration pour laquelle elle travaille. Mère célibataire, elle élève son fils Antonio et a des relations conflictuelles avec sa mère Leticia, atteinte d'un cancer du poumon en phase terminale.
Abel Morales, journaliste d'une station de radio, l'interviewe au sujet de l'affaire de corruption qui secoue l'administration qui l'emploie et lui pose des questions sans concessions qui la déstabilisent quelque peu. Elle le rencontre à nouveau plus tard par hasard à l'occasion d'une soirée, et entame finalement une relation amoureuse avec lui. 
Confrontée à une situation professionnelle sans cesse plus difficile, et à l'absence totale de soutien de la part de son supérieur hiérarchique, elle décide de démissionner de son poste.  
Après le décès de sa mère, Silvia se retrouve sur le banc des accusés dans le procès lié à l'affaire de corruption dans laquelle elle est impliquée.   

## Fiche technique
- Titre original : Litigante
- Titre français : Une mère incroyable
- Réalisation : Franco Lolli
- Scénario : Marie Amachoukeli-Barsacq, Virginie Legeay et Franco Lolli
- Direction artistique : Marcela Gómez Montoya
- Décors : Juan Pablo Garay
- Photographie : Luis Armando Arteaga
- Montage : Nicolas Desmaison et Julie Duclaux
- Musique : Pierre Desprats
- Pays de production : Colombie, France
- Format : Couleurs - 35 mm
- Genre : drame
- Durée : 93 minutes
- Dates de sortie :
  - France : 15 mai 2019 (Festival de Cannes 2019), 19 février 2020 (sortie nationale)
  - Colombie : 21 novembre 2019

## Distribution
- Carolina Sanín : Silvia
- Leticia Gómez  : Leticia
- Antonio Martinez : Antonio
- Vladimir Durán : Abel
- Alejandra Sarria : María José
- David Roa : Sergio
- Jorge Carreño : Benjamín
- Jeidys Nuñez : Marina

## Production
Le film est porté par des acteurs non professionnels, le rôle principal de Sylvia étant notamment tenu par l'écrivaine et professeure Carolina Sanín, la cousine du réalisateur. 

## Sortie

### Accueil critique
En France, le site Allociné recense une moyenne des critiques presse de 3,4/5.

## Distinctions

### Sélections
- Festival de Cannes 2019 : séance spéciale à la Semaine de la critique
- Festival Biarritz Amérique latine 2019 : sélection en compétition
- Festival international du nouveau cinéma latino-américain de La Havane 2019 : sélection en compétition